# Profecia autocomplerta
S'anomena profecia autocomplerta una predicció que, un cop feta, és ella mateixa la causa moral (o motivació principal) que fa que esdevingui realitat. És un terme relacionat, sovint, amb la mitologia (el destí), o amb els contes propis de l'autoajuda (un exemple seria el conte «La princesa que creia en els contes de fades», conte que té versió en castellà). Una profecia autocomplerta pot ser optimista o pessimista, segons la situació en concret (si bé generalment és pessimista).
Es poden trobar exemples de profecies que s'autorealitzen en la literatura universal, ja a l'antiga Grècia i a l'antiga Índia, però no és fins al segle xx que el sociòleg Robert K. Merton formalitza la seva estructura i les seves conseqüències. Al seu llibre Social Theory and Social Structure (Teoria social i estructura social), Merton dona la següent definició: «La profecia que s'autorealitza és, al principi, una definició “falsa” de la situació que desperta un nou comportament que fa que la falsa concepció original de la situació esdevingui “veritable”.»
Exemple
Un grup de nois està estudiant i de cop i volta un diu: «Impossible, per a demà no ho haurem estudiat tot i, per tant, suspendrem.» Si aquesta proposició comporta el desànim general del grup, deixen d'estudiar i l'endemà suspenen, ens trobarem davant d'una profecia autorealitzada, ja que l'afirmació va ser la causa de deixar d'estudiar i, per tant, del suspens. Si aquesta afirmació en lloc de portar al desànim porta a un augment de coratge i estudi i deriva en un aprovat de l'examen estarem davant d'una profecia autofrustrada.